# Saint-Étienne-du-Valdonnez
Saint-Étienne-du-Valdonnez (okcitán nyelven Sent Estève) község Franciaország déli részén, Lozère megyében. 2011-ben 646 lakosa volt.

## Fekvése
Lanuéjols a Bramont völgyében fekszik, 880 méteres (a községterület 754-1557 méteres) tengerszint feletti magasságban, Mende-tól 14 km-re délkeletre. Nyugatról a Causse de Sauveterre 1000-1100 méter magas mészkőfennsíkja, keletről pedig a Mont Lozère gránitmasszívuma (Roc des Laubies, 1562 m) övezi. A községterület 27%-át (1526 hektár) erdő borítja.
Nyugatról Saint-Bauzile, északról Brenoux és Lanuéjols, keletről Saint-Julien-du-Tournel és Mas-d’Orcières, délről pedig Les Bondons és Ispagnac községekkel határos.
A község területén áthalad az N106-os főút, mely Balsièges (12 km), valamint az 1046 méter magas Montmirat-hágón keresztül Florac (21 km) felé teremt összeköttetést. A D25-ös megyei út Brenoux-val (4 km) köti össze a falut.
A községhez tartozik Molines, La Borie, Chalhac, Varazoux, Le Montet, Montmirat, La Bazalgette, La Fage, Les Faux és Les Laubies.

## Története
Saint-Étienne-de-Valdonnez a történelmi Gévaudan tartomány Tourneli báróságához tartozott. Utónevét a Bramont- és a Nize-völgyére kiterjedő Valdonnez kistájról kapta. A Montmirat-hágó környékén a 15.-18. században ólombányászat (galenit) folyt, melyet 1862-ben kezdtek újra, majd 1909-ig folyt a kitermelés.

### Demográfia
| Év   | Lakosság |
| ---- | -------- |
| 1793 | 1200     |
| 1851 | 1323     |
| 1876 | 1164     |
| 1901 | 1104     |
| 1936 | 629      |

| Év   | Lakosság |
| ---- | -------- |
| 1946 | 582      |
| 1954 | 516      |
| 1962 | 434      |
| 1968 | 405      |

| Év   | Lakosság |
| ---- | -------- |
| 1975 | 355      |
| 1982 | 383      |
| 1990 | 384      |
| 1999 | 469      |
| 2010 | 638      |

## Nevezetességei

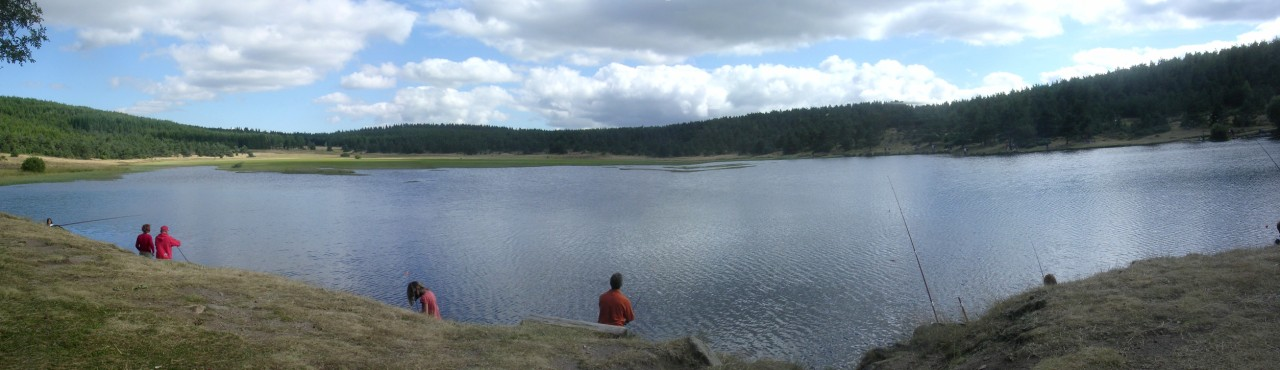
Étang de Barandon

- Szent Istvánnak szentelt temploma 1891-1909 között épült, egy elpusztult középkori templom helyén.[4]
- Les Laubies temploma (Sainte-Croix-des Laubies) 1850-1853 között épült, harangtornyát 1899-ben emelték.[5]
- Saint-Étienne-ben két kereszt található (1789-ben és 1790-ben emelték őket), La Fage keresztje 19. századi.
- La Fage - régi harangtorony (1830), kálvária.
- Menhirek La Fage-ban és Balzagette-ben.
- Étang de Barrandon - Les Laubies felett, 1375 méteres magasságban elterülő, 7,3 hektár kiterjedésű tó, vizét a Vareilles-patak vezeti le északnyugati irányban a Nize-folyóba. Népszerű horgászhely (pisztráng).
- A község területén számos 17-19. századi farmépület található (La Fage-ban 3, Chalhac, La Bazalgette, Bassy, Les Faux, Varazoux).
- Saint-Étienne-ben öt, Chalhacban egy 17-18. századi ház található, a legrégebbit 1674-ben építették.[6]
- La Fage-ban és Les Faux-ban egy-egy 19. századi malomépület található.

## Képtár

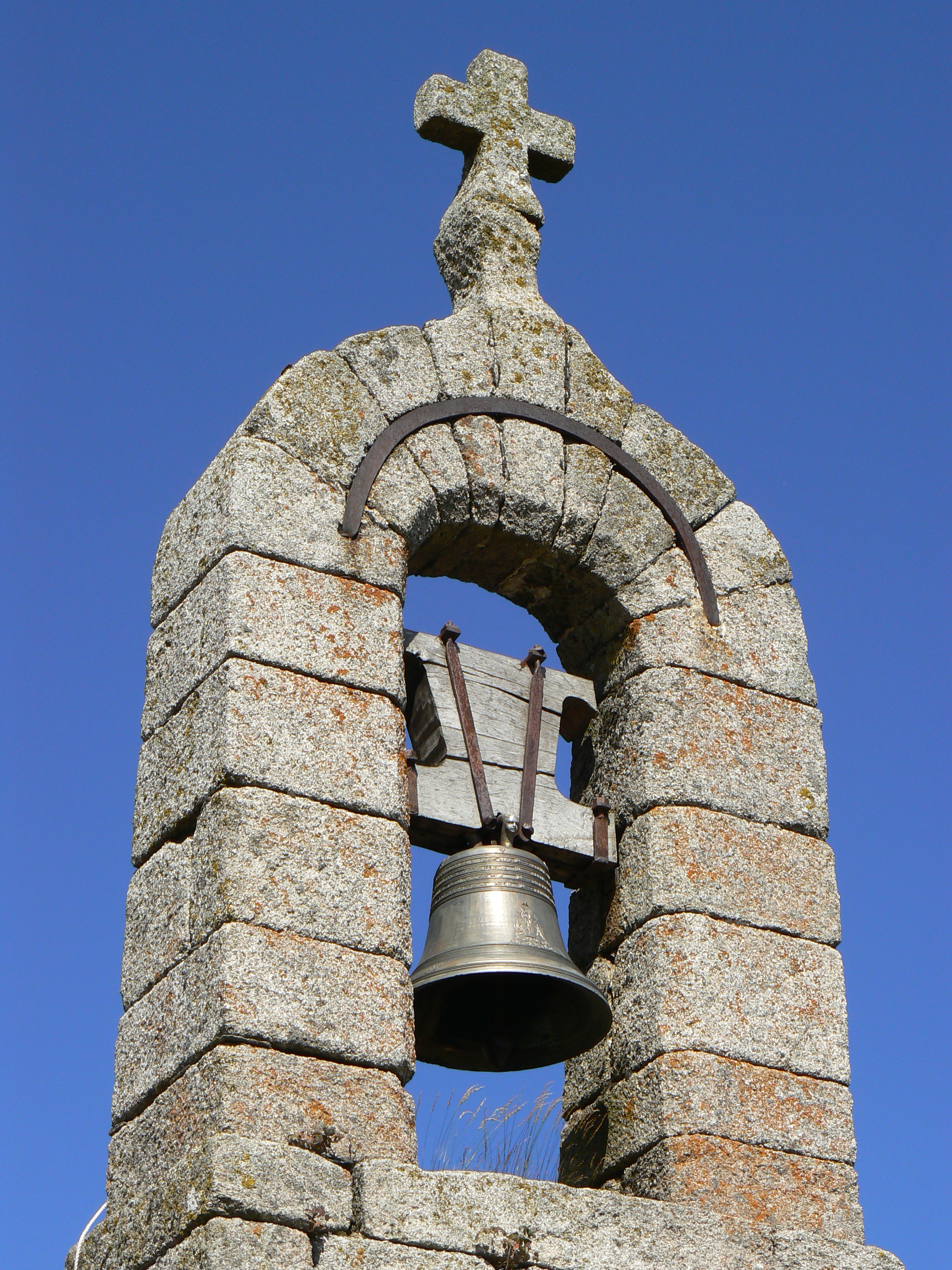
La Fage - harangtorony
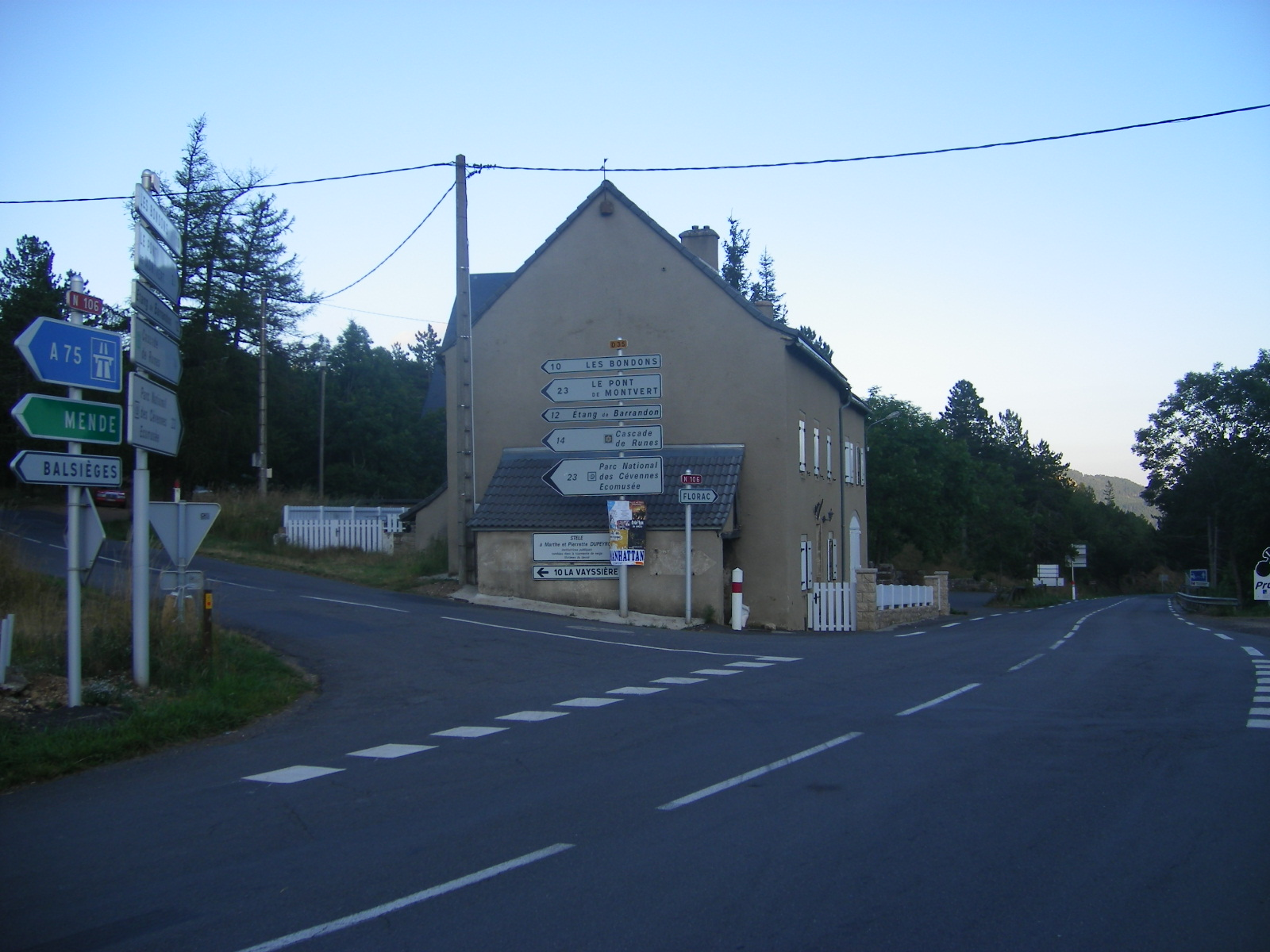
A Montmirat-hágó
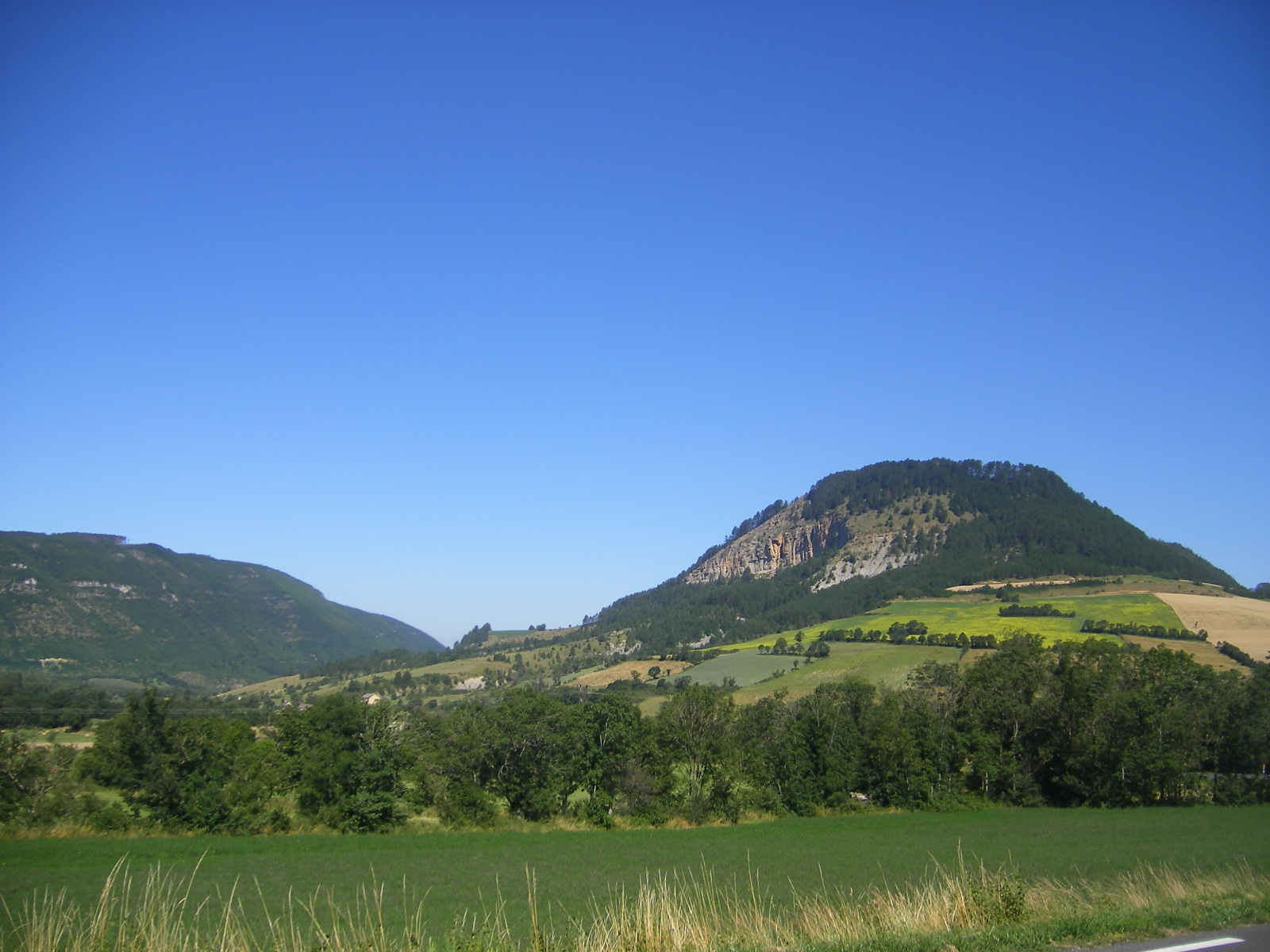
A Truc de Balduc látképe Molines felől

## Kapcsolódó szócikk
- Lozère megye községei